# 2012 KT42
2012 KT42 是由亚历克斯·R·吉布斯（Alex R. Gibbs）利用亚利桑那州图森林蒙山峰顶的1.5米反射CCD望远镜（卡特林那巡天系统的一部分）于2012年5月28日发现的小行星。
2012 KT42的直径为5至10米，在发现第二天，这个小行星在距离地球表面14,440千米（8950英里）的地方掠过，这个距离在人造卫星的地球靜止軌道之内，但没有撞击的危险，这也使它在当时在已知曾经非常接近地球的小行星列表中排名第六。2012年7月8日，2012 KT42从距离金星0.01天文单位（即1,500,000千米、930,000英里）的空间飞过。
如果2012 KT42撞击地球，将会在上大气层高空爆炸，产生约等于1.1万吨的TNT爆炸当量， 和投于日本广岛的小男孩原子弹威力相似。2012年5月30日，这颗小行星已经被移出潜在威胁天体列表。